# Scientology

Scientology-Symbol: Das „S“ steht für Scientology. Das untere Dreieck (ARC-Dreieck) symbolisiert gemäß Scientology Affinität, Realität und Kommunikation (engl. communication). Das obere (KRC-Dreieck) steht für Wissen (knowledge), Verantwortung (responsibility) und Kontrolle (control).

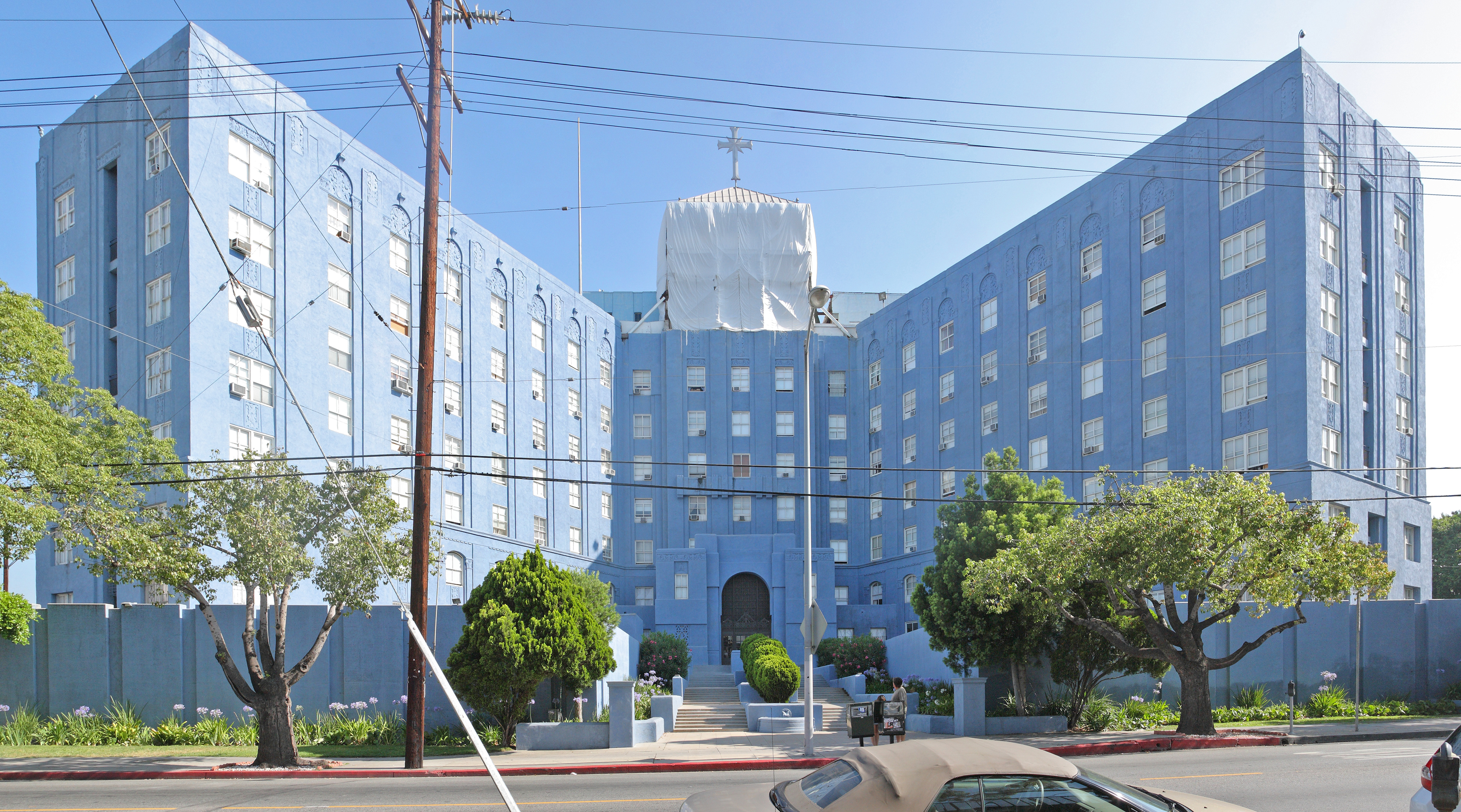
Das internationale Hauptquartier der Scientology-Kirche in Los Angeles

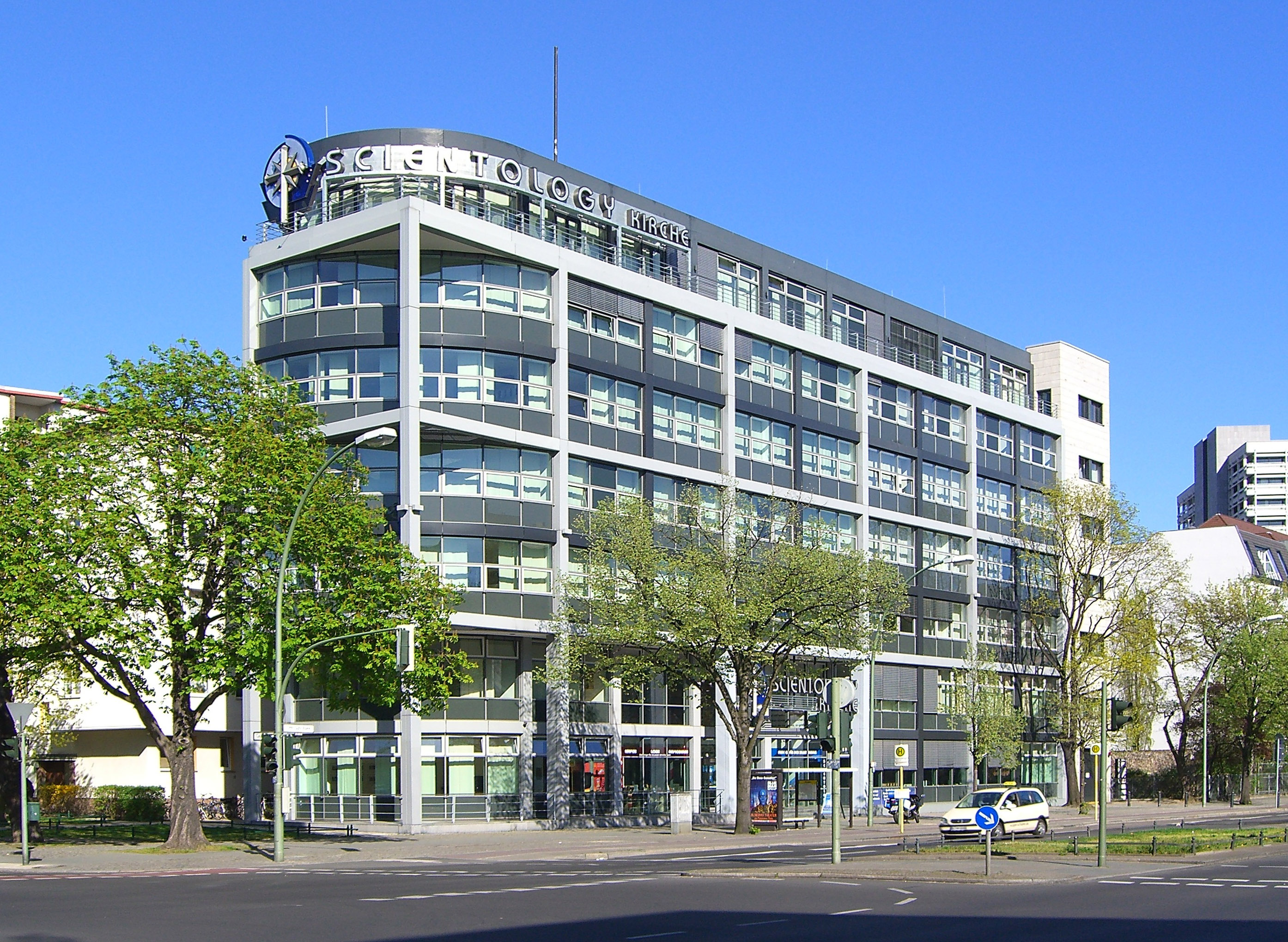
Deutschland-Zentrale von Scientology in Berlin

Scientology [ˌsaɪənˈtɒlədʒɪ] ist eine neue religiöse Bewegung, deren Dogmen auf Schriften des amerikanischen Schriftstellers L. Ron Hubbard zurückgehen. Ihre Ideologie und Praxis sind von szientistischen und psychotherapeutisch anmutenden Komponenten geprägt, die später um transzendente Aspekte erweitert wurden.
In der Öffentlichkeit sind sowohl der Religionscharakter als auch die Methoden der Organisation überaus umstritten. Dies gilt in besonderem Maße für Deutschland und Frankreich. In Deutschland wird die Scientology-Kirche seit 1997 in mehreren Bundesländern aufgrund eines Beschlusses der Innenministerkonferenz durch den Verfassungsschutz beobachtet. So heißt es im Bericht 2016: „Die SO (Scientology Organisation) strebt eine Gesellschaft ohne allgemeine und gleiche Wahlen an und lehnt das demokratische Rechtssystem ab.“
In einigen anderen Ländern, wie den Vereinigten Staaten, genießt die Church of Scientology nach jahrelangem Rechtsstreit den Status einer steuerbefreiten Religionsgemeinschaft.

## Etymologie
Der Begriff Scientology ist aus dem Partizip Präsens Aktiv des lateinischen Verbs scire („wissen“) bzw. dessen nominalisierter Form scientia („Wissen“, „Wissenschaft“) und dem griechischen λόγος (Logos, u. a. „Wort“, „Rede“ oder „Logik“) zusammengesetzt und wird von der Scientology-Kirche mit Wissen über das Wissen übersetzt.
Das Oxford English Dictionary führt den ersten Gebrauch des Begriffs auf den Schriftsteller Anastasius Nordenholz zurück, dessen Buch Scientologie – Wissenschaft von der Beschaffenheit und der Tauglichkeit des Wissens 1934 erschien. Tatsächlich ist der Begriff in der englischen Schreibweise Scientology schon früher nachweisbar.

## Geschichte
1950 beschrieb L. Ron Hubbard in Dianetics (deutsch: „Dianetik“) ein System von Psychotechniken, das er in den folgenden Jahren in ein „Scientology“ genanntes Gedankensystem einbettete. In den Jahren von 1950 bis 1954 existierten eine Reihe unterschiedlicher Gruppen, teils als kurzlebige formale Organisationen, die versuchten, Hubbards Dogmen umzusetzen. 1953 ließ Hubbard die Church of Scientology als Markenzeichen eintragen und gründete im Februar 1954 mit der Church of Scientology of California die erste Zweigstelle. In der folgenden Zeit erweiterte er das scientologische Gedankensystem um kosmologische und metaphysische Elemente, systematisierte die Ideologie und gestaltete die Organisation hierarchischer. In den Jahren bis 1967 konnte seine Church of Scientology quasi einen Alleinvertretungsanspruch für Scientology erlangen, expandierte in den USA und dehnte sich auch ins Vereinigte Königreich, nach Australien, Neuseeland, Südafrika sowie in das damalige Rhodesien aus. Ende der 1960er Jahre hatte Scientology den vorläufigen Höhepunkt ihres Erfolges erreicht.
Im folgenden Jahrzehnt expandierte Scientology weniger stetig; in Kopenhagen wurde eine Filiale für Kontinentaleuropa eingerichtet, und Scientology versuchte, in Skandinavien, Deutschland und den Benelux-Staaten Fuß zu fassen. Während die Zahl der Niederlassungen wuchs – in den USA und in Großbritannien wurden allein zwischen 1971 und 1977 einhundert Missionen gegründet, in Kontinentaleuropa weitere dreißig – entfernte sich Hubbards 1967 gegründete Sea Organization (kurz: Sea Org), die von da an faktische Machtzentrale, welche zunächst bis 1975 auf einem Schiff im Pazifik untergebracht war, immer stärker von der Basis der anderen Scientology-Organisationen. Gleichzeitig wurde Hubbards Führungsstil zunehmend autokratischer. Nachdem einige führende Mitglieder der Church of Scientology Hubbards Organisation und Führungsstil als zu autoritär betrachteten, gründeten diese in den Jahren ab 1982 eigenständige Gruppen, insbesondere die Freie Zone. So kam es von 1982 bis 1984 zu vermehrten Austritten aus Hubbards Organisation.
Nach Hubbards Tod 1986 stabilisierte sich die Organisation unter Führung des von David Miscavige gegründeten und geleiteten Religious Technology Centers. Unter Miscavige hat sich Scientology vor allem einer Produktdifferenzierung gewidmet und eine Reihe neuer Unterorganisationen gebildet. Auch in geographischer Hinsicht hat Scientology versucht, weiter zu expandieren. Mit dem Fall des Eisernen Vorhangs eröffnete sich religiösen Bewegungen ein neues Missionierungsgebiet. Scientology versuchte in den postkommunistischen Staaten Fuß zu fassen und hatte dabei gemischten Erfolg. Zum Beispiel gelang es in Russland zwar, eine „größere Anhängerschaft“ zu bilden; jedoch geht der russische Staat sehr repressiv gegen Scientology-Organisationen vor. In Ostdeutschland hatte Scientology unerwartet geringen Erfolg.

## Anhängerschaft

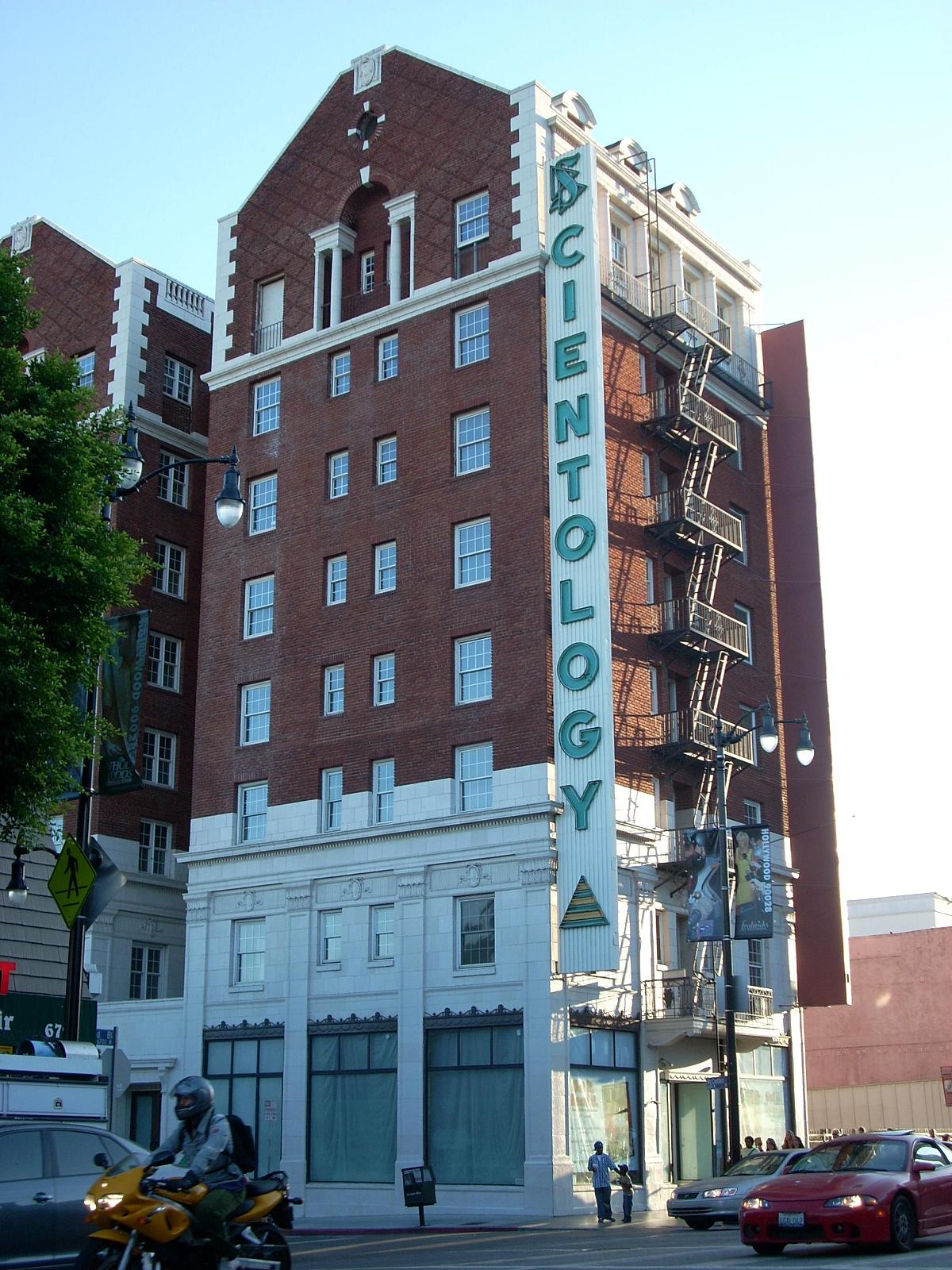
Scientology-Gebäude in Los Angeles

Anders als die meisten Neuen religiösen Bewegungen ist Scientology nicht aus der Gegenkultur der 1960er Jahre entstanden; dementsprechend unterscheidet sich ihre Mitgliederstruktur wesentlich von der anderer Bewegungen. So werden bei Scientology insbesondere verheiratete Angestellte mit überdurchschnittlichem Bildungsniveau rekrutiert; das Verhältnis von Männern zu Frauen beträgt in etwa drei zu zwei.
Die Zahl der Anhänger der Scientology ist nicht eindeutig feststellbar, weil unklar ist, wer zu den Mitgliedern der Organisationen gezählt werden kann und wer nur zu den Anhängern der Ideen der Scientology gehört.
Scientology sprach 2005 von über 10 Millionen Anhängern. Diese Zahl umfasst auch Personen, die lediglich an einem Einführungskurs teilnahmen. Seriöse empirische Annahmen gingen, ebenfalls 2005, von kaum mehr als 100.000 Anhängern aus.
Die mit Abstand meisten Scientologen leben in den USA. Dort wurden schon Mitte der 1960er Jahre 50.000 bis 100.000 Anhänger vermutet. 1990 ergab eine repräsentative Umfrage unter US-Amerikanern nur noch 45.000 Scientologen. Schätzungen von 2004 stellten eine Konsolidierung auf 55.000 US-amerikanische Anhänger (etwa 0,018 % der Gesamtbevölkerung) fest. Die US-Volkszählungsbehörde nahm 2012 sogar nur noch ca. 25.000 aktive Scientologen in den USA an und berief sich dabei auf eine 2008 erschienene Studie des Trinity College, Hartford.
In Deutschland, wo die Scientology-Kirche 2004 die Zahl ihrer Anhänger mit 12.000 bezifferte, soll es laut Quellen des bayerischen Verfassungsschutzes 3.500 Scientologen geben (Stand 2019), wobei der engere Kreis noch deutlich kleiner geschätzt wird.
In Basel entstand 2015 nach Berlin und Hamburg das dritte „Musterzentrum“ (Ideal Org) im deutschsprachigen Raum. Die lokale Bevölkerung stellt sich auf „langfristigen Widerstand ein“, so hieß es im Tages-Anzeiger. Die Zahl der Schweizer Mitglieder wird mit 5.000 angegeben, welche von 300 „hauptamtlichen Mitgliedern“ betreut werden.
In Ungarn gab es 1993 etwa 5.000 Scientologen; das sind rund ein halbes Promille der Gesamtbevölkerung. Die geographische Hochburg der Bewegung bleiben die Vereinigten Staaten, insbesondere die Westküste. Daneben vermutete der Soziologe William S. Bainbridge anhand von Websites von Scientologen 2004 weitere Schwerpunkte in Italien, dem Vereinigten Königreich, Australien, Deutschland, Russland, Frankreich und Mexiko.

## Lehre und Praktiken
Herzstück der scientologischen Lehre ist die Vorstellung, dass das unsterbliche Wesen jedes Menschen, der Thetan, durch traumatische Erlebnisse und insbesondere durch zwei Ereignisse vor Millionen Jahren massiv in seiner Funktionsweise beeinträchtigt worden sei. Scientology-Technologien, vor allem das Auditing, könnten die Funktionen des Thetan zumindest teilweise wiederherstellen. Erklärtes Ziel der Scientology ist es, auf diese Weise das Leben des Einzelnen zu verbessern, sein geistiges und körperliches Wohlbefinden zu steigern, und mehr Geld zu verdienen. Auf gesellschaftlicher Ebene ist die Hinwendung aller Menschen zu den Gedanken der Scientology das Hauptziel, daneben wird vornehmlich die Abschaffung der Psychiatrie gefordert.

### Scientologys Weltbild
Einen wichtigen Ausgangspunkt des scientologischen Wirklichkeitsmodells bildet das physikalische Universum, welches laut Scientology aus Matter, Energy, Space und Time (MEST; deutsch: Materie, Energie, Raum und Zeit) besteht. Parallel zu diesem Modell setzt sich der Mensch laut Scientology aus drei Teilen, dem Thetan, dem Verstand und dem sterblichen Körper zusammen.

#### Der Thetan
Der in Anlehnung an den griechischen Buchstaben Theta (Θ) benannte Thetan ist nach scientologischer Vorstellung das unsterbliche Wesen eines Menschen, also dessen Seele oder Geist. Der Thetan habe zunächst eine Reihe von Fähigkeiten besessen, diese jedoch im Laufe der Geschichte durch traumatische Erlebnisse verloren. Thetane würden, ähnlich wie im Weltbild des Hinduismus, über mehrere Millionen Jahre in verschiedenen physischen Formen reinkarnieren.
Das Universum ist nach scientologischer Vorstellung eine Schöpfung des Thetans; es habe keine unabhängige Existenz, sondern gewinne seine Realität nur dadurch, dass die meisten Thetane ihm diese Existenz zusprechen. Das MEST-Universum (Matter, Energy, Space, Time) sei also nur eine Illusion, in welcher der sich nun als sterblicher Körper wahrnehmende Thetan, der seine ursprüngliche Natur vergessen hat, gefangen sei.
Ein zentrales Problem der irdischen Thetane wird hierbei durch den Xenu-Mythos erklärt, der von einem das „Böse“ verkörpernden intergalaktischen Herrscher handelt, der Thetane von weit entfernten Planeten auf die Erde verschleppt habe und dort durch gewaltsame Verfahren so schwer traumatisiert habe, dass sie nun als körperlose Cluster (Körper-Thetanen genannt) anderen Menschen anhängen und sie in ihren Möglichkeiten beeinträchtigen würden. Für die meisten Scientologen spielt dieser Mythos, der erst spät in der Scientology-Schulung eingeführt wird und eher sinnbildliche Bedeutung haben mag, jedoch kaum eine Rolle; allerdings messen einige Vertreter der Freien Zone ihm mehr Bedeutung zu, und er ist zentral im Diskurs vieler Scientology-Kritiker.

#### Der Verstand
Der Verstand vermittelt nach scientologischer Lehre zwischen Thetan und Körper, er setze sich aus einem „analytischen“ und einem „reaktiven“ Teil zusammen. Der analytische Verstand löse bewusst Probleme und speichere Erfahrungen für spätere Problemlösungen als mentale Bilder. Demgegenüber speichere der reaktive Teil unabhängig davon körperliche oder emotionale Schmerzen als sogenannte Engramme in einem separaten Speicher. Engramme würden den Thetan noch weiter in seinen schöpferischen Fähigkeiten einschränken; je mehr Engramme sich ansammelten, desto weiter sei der Mensch von seiner wahren Natur entfernt. Dieses Schicksal zu vermeiden, ist das Ziel des Scientologen. Die Methoden der Dianetik sollen diese Engramme auflösen, den Scientologen von ihrem hemmenden Einfluss befreien und ihm die Gewissheit zurückgeben, dass er ein Thetan, ein spirituelles Wesen, sei.

#### Überlebenswille und Ethik

Das Scientology-Kreuz: Die acht Enden des Kreuzes stehen für die „acht Dynamiken“.

Ein weiteres zentrales Konzept im Rahmen des scientologischen Weltbilds ist der Überlebenswille. Dieser finde seinen Ausdruck auf acht Ebenen, die als „die acht Dynamiken“ bezeichnet werden. Die erste Dynamik entspricht dem Überlebenswillen der Einzelperson, die zweite Dynamik der Ebene der Familie und der sexuellen Fortpflanzung. Auf der dritten und vierten Ebene geht es um soziale Gruppen bzw. die Menschheit als Ganzes, auf der fünften um alle Formen des Lebens, und auf der sechsten um das physikalische Universum. Die siebte Dynamik ist der Geist oder die Spiritualität, die achte die Unendlichkeit, Alleinheit oder Gott. Der scientologische Ethik-Begriff, der sich an diesen acht Dynamiken orientiert, betont, dass Rationalität gegenüber Moralität: „gut“ sei, was das Überleben auf der größtmöglichen Anzahl dieser Ebenen fördere und auf der geringstmöglichen Anzahl der Ebenen beeinträchtige. Das achtzackige Scientology-Kreuz symbolisiert die acht Dynamiken.

#### „Unterdrückerische Personen“
Das scientologische Weltbild geht davon aus, dass der Mensch grundsätzlich gut ist. Gleichwohl postulierte Hubbard, dass es abgesehen von sozialen Persönlichkeiten, die sich dem Wohl der Allgemeinheit verpflichten, auch unterdrückerische Personen (suppressive persons) gebe. Unterdrückerische Personen hätten einen schädlichen Einfluss auf die gesellschaftliche Entwicklung, und Umgang mit ihnen schade der spirituellen Entwicklung des Einzelnen.
Kritiker von Scientology – insbesondere Ex-Scientologen, die sich öffentlich gegen Scientology wenden – werden zu „unterdrückerischen Personen“ erklärt, und Scientologen brechen in der Regel alle freundschaftlichen Kontakte mit ihnen ab. Personen, die Kontakt mit „unterdrückerischen Personen“ pflegen, werden Scientology-intern als potentielle Schwierigkeitsquellen (potential trouble sources) bezeichnet.

### Scientology-Praktiken
Scientologen streben das Wiedererlangen der ursprünglichen Fähigkeiten eines Thetans an. Zu Beginn ihres Lebens sei jede Person ein Pre-Clear und könne mittels körperlicher und geistiger Reinigungs- und Bearbeitungsprozesse letztlich den Clear-Status erreichen. In diesem anzustrebenden Zustand, der durch das Durchlaufen eines detailliert beschriebenen Programms zu erzielen sei, wäre die Person von ihrem „reaktiven Verstand“ befreit, der sie zuvor dazu gezwungen habe, auf der Grundlage traumatischer Erfahrungen zu handeln. Der befreite Verstand könne nun alle auftretenden Probleme mit inneren Zuständen, anderen Menschen oder Gegenständen in den Griff bekommen.
Nachdem ein Mitglied den Zustand Clear erreicht habe, führe der Weg zur völligen Befreiung über derzeit acht Operating-Thetan-Stufen (kurz: OT-Stufen) hin zum Ziel des frei operierenden Thetans; dieser sei nicht mehr an Materie, Energie, Raum und Zeit gebunden.
Während sich die Clear-Stufen mit der Aufarbeitung traumatischer Ereignisse im Diesseits befassen, betreffen die OT-Stufen darüber hinaus auch transzendente Bereiche. Unter anderem wird dabei versucht, sich mit den Körper-Thetanen auseinanderzusetzen und ihren störenden Einfluss zu entfernen. Das Gesamtprogramm der zu absolvierenden Kurse und Stufen wird innerhalb von Scientology als „Brücke zur völligen Freiheit“ bezeichnet.

#### Auditing

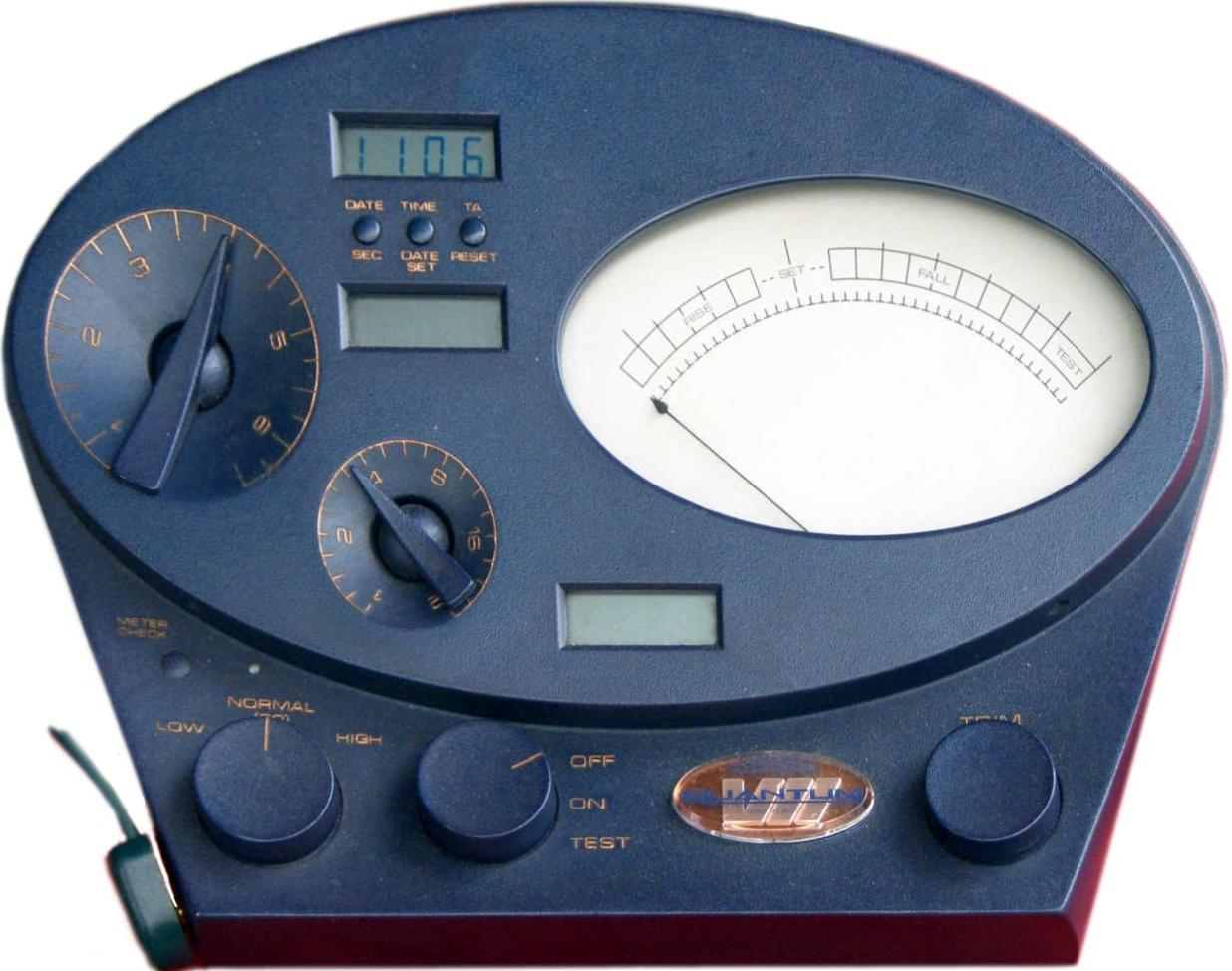
Ein „E-Meter“

Das Auditing ist dabei eine zentrale Technik zur Erreichung von Clear. Gemeint ist eine besondere Form des Gesprächs zwischen dem Auditor und dem Pre-Clear, der „auditiert“ wird. Ziel des Gespräches ist es, die negativen Auswirkungen des „reaktiven Verstands“ zu verringern.
Als wichtigstes technisches Hilfsmittel beim Auditing findet das E-Meter Anwendung. Dieses Gerät verfügt über zwei zylindrische Elektroden, die der Auditierte beim Auditing in seinen Händen hält, und über einen Zeiger, der Veränderungen des elektrischen Widerstands zwischen den Elektroden anzeigt.
Das Ziel ist, zurückliegende „Geschehnisse“ (z. B. mit emotionalem und körperlichem Schmerz verbundene Erlebnisse) „aufzufinden“, welche den meisten psychischen Schwierigkeiten zugrunde liegen sollen. Diese Geschehnisse sollen so lange erzählend „wiedererlebt“ werden, bis ihre „Ladung“ (emotionale Spannung) verschwindet. Der Auditor unterstützt diesen Prozess, indem er Anweisungen gibt, Fragen stellt und die Anzeigen des E-Meters beobachtet, um solche Engramme aufzuspüren. Das utopische Ziel von Scientology ist ein erleuchtetes Zeitalter, in dem jeder Mensch Clear, also von seinen Engrammen befreit sei („clear the planet“).

#### Weitere Techniken

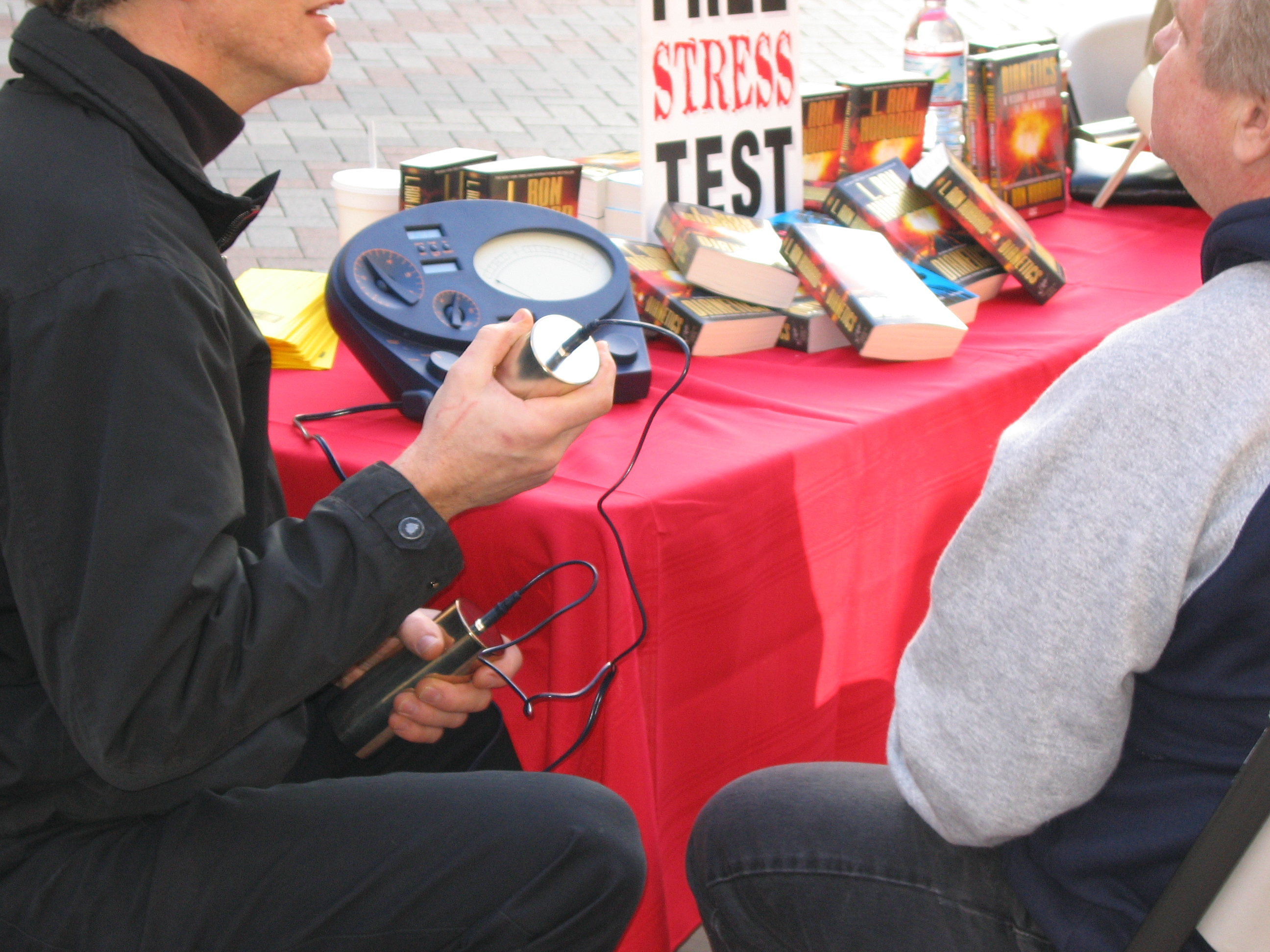
Scientology-Stand in einer Fußgängerzone

Neben dem Auditing sollen Scientologen Scientologys ethisch-moralische Ideologie verinnerlichen, die sich an den Ethikstandards der großen Weltreligionen orientieren.
Pre-Clears, aber auch Teilnehmern des Scientology-Antidrogenprogramms Narconon wird außerdem ein Purification Rundown empfohlen, bei dem Leibesertüchtigungen, Vitaminpräparate und häufige Sauna-Gänge den Körper entgiften sollen.
Eine sogenannte Oxford-Persönlichkeits-Analyse (englisch Oxford Capacity Analysis, OCA) wird als ein standardisierter vorgeblicher Persönlichkeitstest angewendet. Der Test hat keine Verbindung zur Universität in Oxford, es besteht jedoch der Verdacht, dass der Name bewusst gewählt wurde, um eine solche Verbindung zu suggerieren.
Bei einer Betroffenenbefragung wurden als weitere Psycho- und Sozialtechniken die geführte Imagination sowie die Induktion von Trancezuständen genannt.

### Die Rolle L. Ron Hubbards
Schon zu Lebzeiten ist der Scientology-Gründer quasi zu einer mythischen Figur aufgestiegen. Er sei der jüngste Elite-Pfadfinder der Vereinigten Staaten, Leiter und Organisator vieler Forschungsexpeditionen gewesen, habe als einer der besten Segelflieger des Landes gegolten, sei ein tollkühner Kunstflieger und Erforscher der Luftfahrtgeschichte gewesen. Daneben habe er Universitätszeitschriften herausgegeben, habe Literaturpreise erhalten und sei anerkannter Fotograf und bedeutender Drehbuchautor in Hollywood gewesen. Heute verfügt Scientology über ein Büro für Hubbard in jeder seiner Kirchen und Organisationen, welches dauerhaft leersteht.

### Parallelen zu anderen Weltanschauungen
Obwohl Scientology nicht direkt aus einer anderen Weltanschauung hervorgegangen ist, sondern eine der wenigen Neukreationen im religiösen Bereich ist, lassen sich doch einige der Quellen, aus denen Hubbard geschöpft hat, nachvollziehen. Was Einflüsse aus der westlichen Philosophie betrifft, so finden sich deutliche Parallelen zu dem Werk von Will Durant, dem Hubbard das Buch Dianetics widmete, sowie zur Psychologie Sigmund Freuds, die in den 1930er und 1940er Jahren eine breite populärwissenschaftliche Rezeption erfuhr. Das Werk Alfred Korzybskis hat deutliche Spuren in Hubbards Gedankengut hinterlassen; Hubbard war mit A. E. van Vogt befreundet, dessen Science-Fiction-Romane viel zur Popularisierung von Korzybskis „Allgemeiner Semantik“ beitrugen, und Korzybskis „Anthropometer“ mag bei Hubbards Gestaltung des E-Meters Pate gestanden haben.
Allgemein sind szientistische Gedankenlinien zu erwähnen, die von Beobachtern mit ansonsten sehr unterschiedlichen Meinungen zu Scientology festgestellt worden sind. So erhebt Scientology den Anspruch, eine empirische Wissenschaft zu sein und will mit immanenten „Technologien“ die Funktionsfähigkeit der Thetane erneuern. Eine Reihe von Autoren weist auch auf Anleihen aus den Werten der „US-amerikanischen“ Kultur hin, insbesondere den Glauben an Individualismus, Demokratie und Freiheit. Das scientologische „Glaubensbekenntnis“ ist demnach lediglich eine Neuformulierung der UN-Menschenrechtskonvention, deren Wurzeln in der (westlichen) Aufklärung zu finden sind. Demgemäß wird Scientology im Zuge des Antiamerikanismus in vielen Staaten auch als kulturimperialistische Bewegung aufgefasst.
Anleihen aus den Weltreligionen sind dagegen meist nur indirekt festzustellen. Hubbard selbst behauptete zwar, Anleihen aus östlichen Religionen übernommen zu haben. So knüpfe er an vedische Religionen an; es stellte sich jedoch schnell heraus, dass er von diesen nur sehr oberflächliches Wissen besaß. Trotzdem ziehen einige Forscher Parallelen zum Buddhismus, Jainismus, Hinduismus, Taoismus und Gnostizismus.

## Organisationen

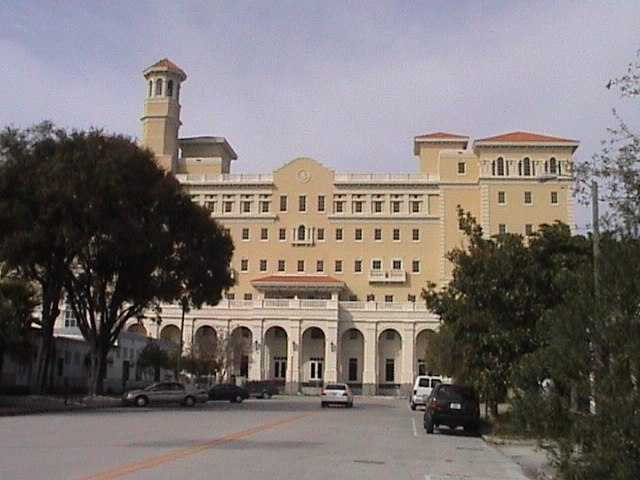
Zentrale der Church of Scientology International in Clearwater, Florida

Scientologys organisatorischer Unterbau wird von Scientology-Organisationen, die mit der Church of Scientology verbunden sind, dominiert; daneben gibt es einige kleinere Gruppen, insbesondere die Freie Zone, die sich von jenem Organisationskonglomerat abgespalten haben.

### Scientology-Organisationen
Das Organisationscluster um die Church of Scientology verfügt über eine komplexe hierarchische Organisationsstruktur, an deren Spitze das Religious Technology Center praktisch die höchste Autorität innerhalb des Organisationengeflechts ausübt, aber formal keinen Führungsanspruch geltend machen kann. Unterhalb des Religious Technology Centers existieren drei Hauptorganisationssäulen, die Church of Scientology International mit ihren weltweiten Niederlassungen, das ABLE-Netzwerk, welches eine Reihe themenspezifischer Organisationen umfasst, und das World Institute of Scientology Enterprises (WISE), ein Dachverband für Firmen und Einzelpersonen, die Verwaltungs- und Managementmethoden der Scientology anwenden. Daneben existieren eine Reihe kleiner Organisationen.

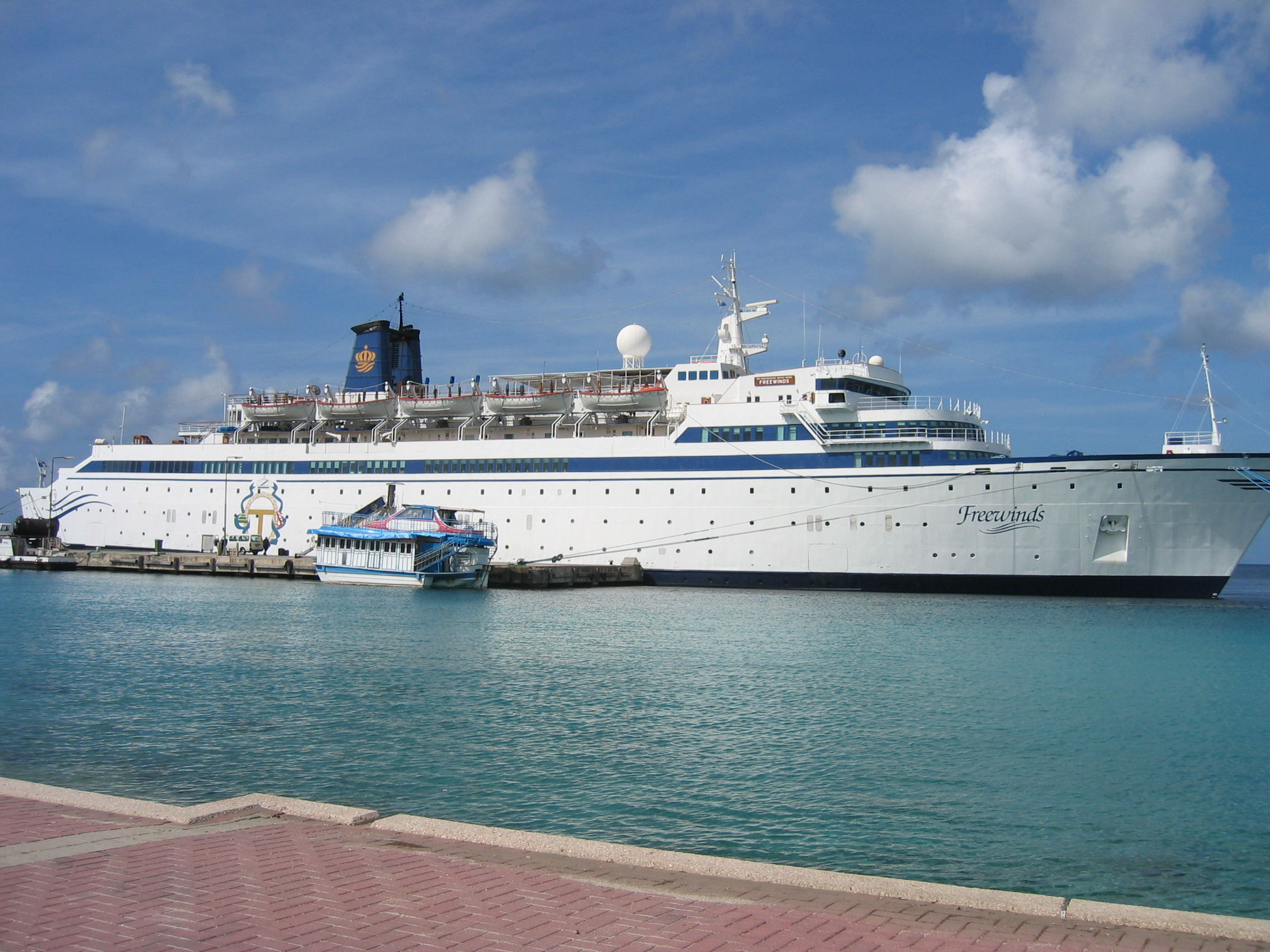
Scientology-Schiff Freewinds

Die Church of Scientology International organisiert, verbreitet und vermarktet die scientologyspezifischen Produkte und Techniken; insbesondere das Auditing. Sie unterhält in vielen Ländern sogenannte Missionen und Kirchen, in denen Scientology-Trainingskurse abgehalten werden, wobei „Kirchen“ über ein breiteres Dienstleistungsangebot verfügen; für prominente Scientologen gibt es außerdem acht „Celebrity Centers“, die luxuriöser als die normalen Niederlassungen ausgestattet sind. Die höchsten Trainingstufen werden in weltweit fünf „Advanced Organizations“ angeboten. Zwei der „Advanced Organizations“ befinden sich in Los Angeles, die übrigen in East Grinstead, Kopenhagen und Sydney. In Deutschland, Österreich und der Schweiz wurden Anfang der 1970er Jahre die ersten Dependancen errichtet. Die Organisation in Deutschland verfügt über vierundzwanzig (zehn Kirchen, vierzehn Missionen), in der Schweiz über fünf und in Österreich über zwei Standorte.

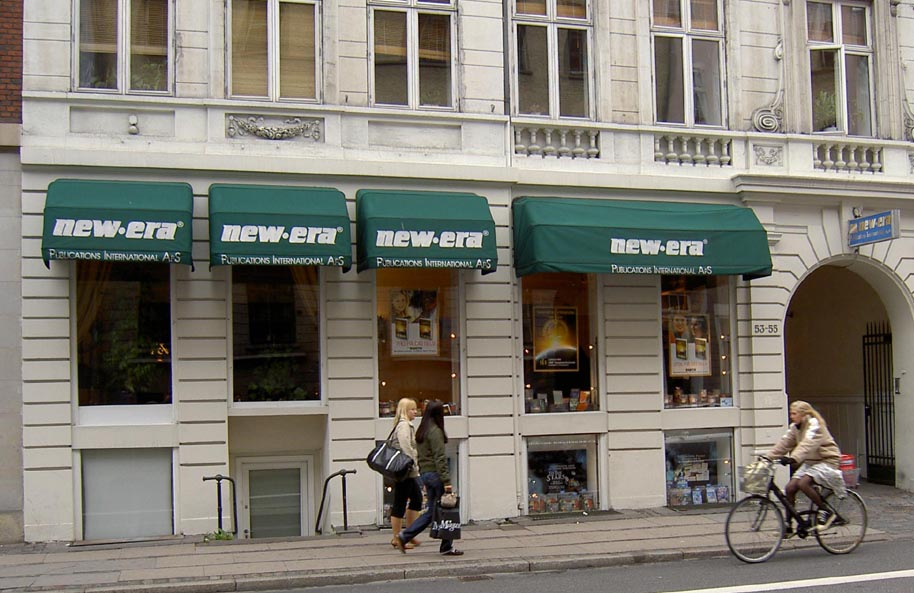
New-Era-Publications-Gebäude in Kopenhagen

Das neben der Church of Scientology aufgebaute ABLE-Netzwerk ist ein Dachverband verschiedener themenspezifischer Gruppen, die sich insbesondere der Öffentlichkeitsarbeit widmen. Die älteste der ABLE-Gruppen ist das 1966 gegründete Narconon, ein neunstufiges, aus medizinischer Sicht unhaltbares Drogenrehabilitationsprogramm, das unter anderem auf ein Maßnahmenbündel aus Sauna, Leibesübungen und Lebensmittelzusätzen, insbesondere Vitaminen, zurückgreift, um den Körper von Drogenresten zu reinigen. Aus diesem Programm hervorgegangen ist das Straftäterrehabilitationsprogramm Criminon. Dieses von Scientology-Freiwilligen betriebene Programm verwendet ein ähnliches Regiment wie Narconon. Im deutschsprachigen Raum ist der Verein „Sag NEIN zu Drogen – Sag JA zum Leben“ aktiv. Applied Scholastics bietet ein Programm zum „Lernen, wie man lernt“, an. Im Mittelpunkt dieses Programms stehen einfachste Grammatik- und Wortdefinitionsübungen, die darauf abzielen, die „richtige“ Definition von Wörtern zu erkennen, um so „richtige“ Kommunikation zu ermöglichen; es wird insbesondere in den Vereinigten Staaten in einigen Privatschulen eingesetzt und auch Grundschulen in Dritte-Welt-Ländern angeboten. Im deutschsprachigen Raum besteht die Lernhilfe-Organisation ZIEL. Die Stiftung The Way to Happiness („Der Weg zum Glücklichsein“) vertreibt eine Broschüre, die einen generischen Moralcode vertritt, der aus Sicht der Scientology „nicht religiös“ ist; dieser wird auch im Narconon-Programm verwendet, um Strafgefangene auf den „moralisch richtigen“ Weg zu bringen.
Die dritte organisatorische Stütze ist WISE, ein Dachverband von Privatunternehmen, Einrichtungen und Einzelpersonen, die als Kunden und Lizenznehmer von Scientology die scientologische Verwaltungs- und Managementtechnologie bei ihrer Geschäftstätigkeit anwenden. WISE fördert wirtschaftliche Vernetzung und bietet seinen Mitgliedern die Möglichkeit, Streitigkeiten unter Anwendung der scientologischen „Ethik“-Standards zu lösen.

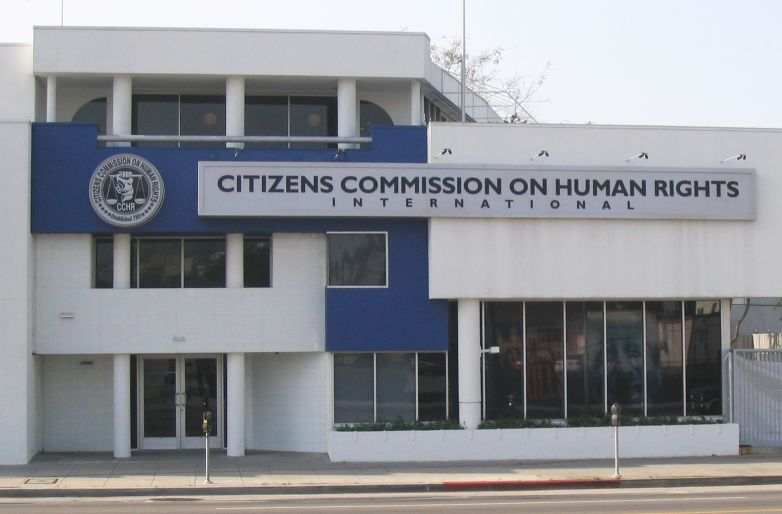
Zentrale der Kommission für Verstöße der Psychiatrie gegen Menschenrechte auf dem Sunset Boulevard in Hollywood

Neben den drei organisatorischen Hauptsäulen existiert eine Anzahl anderer Organisationen, von denen hier nur die wichtigsten aufgezählt werden. Die Rehabilitation Project Force betreibt drei oder vier „Besserungscamps“ für hochrangige Scientologen (Mitglieder der Sea Org), die aus Sicht der Church of Scientology ethische Verfehlungen begangen haben. Sie ist vor allem durch die vehemente Außenkritik bekannt. Ebenfalls im Brennpunkt der Kritik ist die Anti-Psychiatriegruppe Citizens Commission on Human Rights. Diese im deutschsprachigen Raum unter dem Namen Kommission für Verstöße der Psychiatrie gegen Menschenrechte firmierende Gruppe betreibt Lobbyarbeit gegen die Psychiatrieberufe in der Form von Petitionen und Demonstrationen; sie versucht außerdem, mit Menschenrechtsgruppen zusammenzuarbeiten. Das Office of Special Affairs (OSA) ist offiziell für die Rechtsangelegenheiten Scientologys zuständig. Allerdings wird ihm von journalistischer Seite wie von manchen staatlichen Stellen, zum Beispiel der Stadt Hamburg, vorgeworfen, eine Art scientologischer „Geheimdienst“ zu sein. Insbesondere wird dabei kritisiert, dass das OSA unter Zuhilfenahme von Privatdetektiven und in zunehmendem Maße auch Rechtsanwälten Schmähkampagnen gegen Scientology-Kritiker führt. Im Gegensatz zu seiner bis 1983 existierenden Vorgängerorganisation Guardian Office (siehe Operation Snow White) soll sich das OSA im gesetzlichen Rahmen bewegen. Schließlich gibt es die Verlagshäuser New Era Publications und Bridge Publications, die Hubbards Schriften herausbringen.
Die internen Strukturen von Scientology-Organisationen sind sehr stark bürokratisch gefärbt, mit detaillierter Koordinierung aller Aktivitäten und der Sammlung von „Stats“ (Leistungskennwerten) zur Messung der persönlichen wie auch der organisationellen Leistung. Organisationsbudgets sind leistungsabhängig und unterliegen häufigen Reviews. Scientology-Organisationen verfügen ferner über ein internes Rechtsprechungssystem, das „Ethics“-System. Ethics-Offiziere sind in jeder Scientology-Organisation vorhanden; ihre Aufgabe ist es, die regelgerechte Anwendung der Scientology-Technologie sicherzustellen und Verfehlungen wie die Abweichung von Standardverfahren oder sonstige leistungsbeeinträchtigende Verhaltensweisen zu ahnden. Von der Organisation als solche betrachtete Straftaten werden durch interne Dokumente definiert.

### Freie Zone
Anfang der 1980er Jahre kam es nach Richtungskämpfen im Management zur Gründung der Freien Zone, die aus Splittergruppen außerhalb der Scientology-Organisation besteht. Diese Gruppen verwenden die gleiche Technik wie die Scientology-Kirche, nehmen aber aus Sicht letzterer falsche Abänderungen der Technik vor. Umgekehrt erklären Vertreter der Freien Zone, dass sie die ursprünglichen Materialien von Hubbard verwenden, und werfen den Scientology-Organisationen vor, diese nach seinem Tod geändert zu haben.

## Rezeption

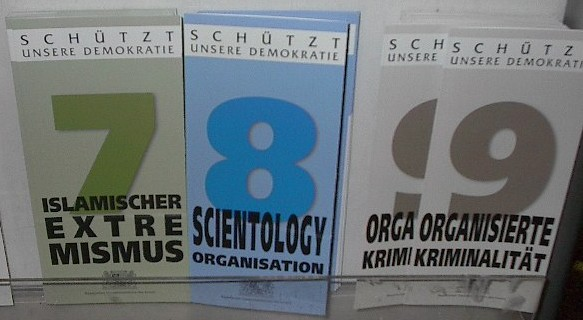
Broschüre des bayerischen Staates über Scientology zwischen Broschüren über „islamischen Extremismus“ und „organisierte Kriminalität“ in einem Münchner Touristenbüro

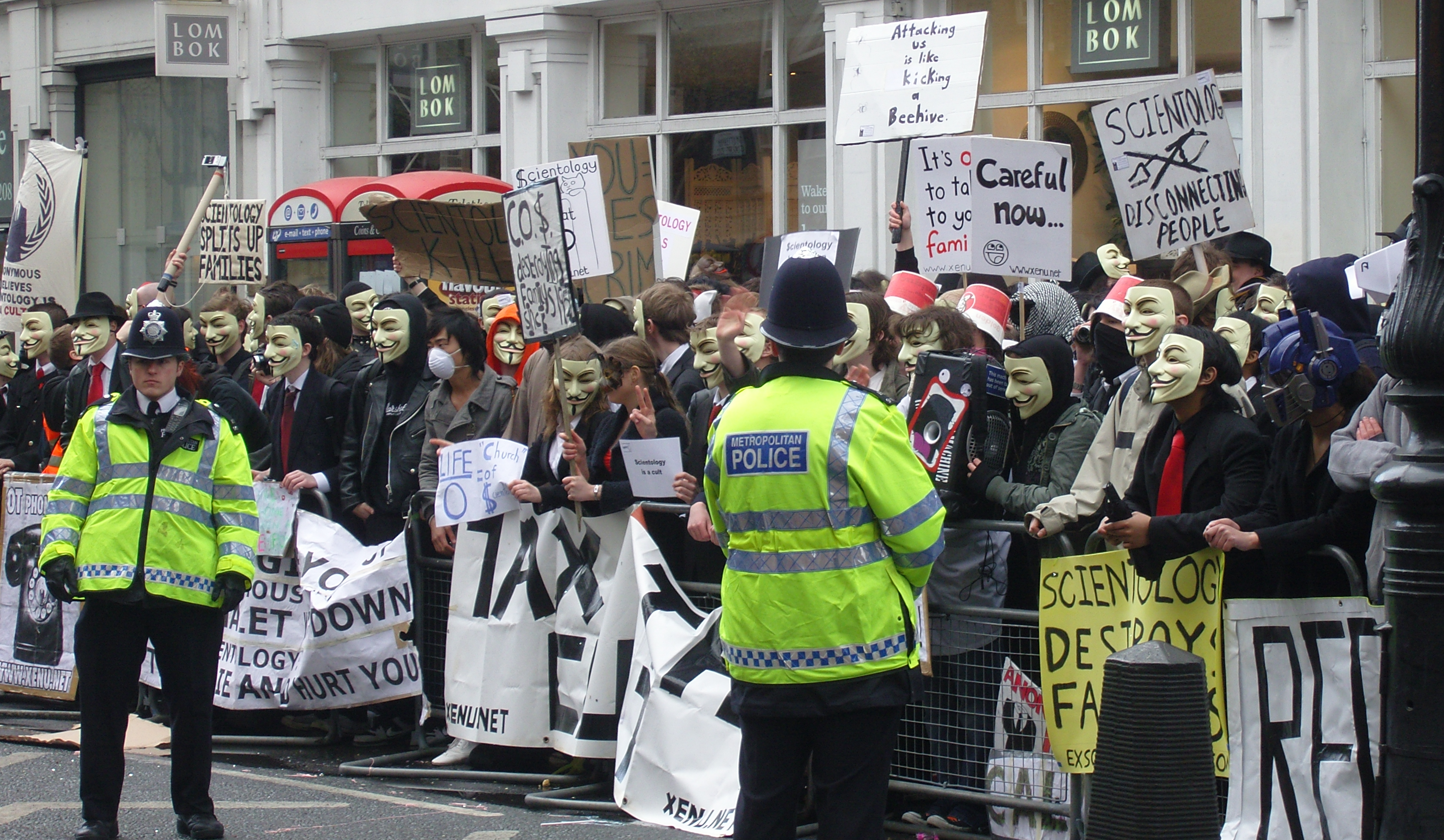
Demonstration gegen Scientology von Anonymous

Das Bild der Scientology in der Öffentlichkeit wird durch ihre Kritiker geprägt. Dies trifft insbesondere für die deutsch- und französischsprachigen Diskurse zu, in denen auch staatliche Behörden eine aktive Rolle gegen Scientology einnehmen. So stuft eine Studie der französischen Nationalversammlung aus dem Jahre 1995 Scientology als „Kult mit gefährlichen Eigenschaften“ ein. In Deutschland beobachten mehrere Verfassungsschutzbehörden die Scientology-Kirche. Auch im angelsächsischen Raum ist Scientology zeitweise auf staatlichen Widerstand gestoßen. 1965 befand in Australien ein für die dortige Regierung erstellter Bericht Scientology als „böse“ und „gefährlich für die mentale Gesundheit“ seiner Anhänger. In den Vereinigten Staaten war Scientology neben den Mormonen des 19. Jahrhunderts in den 1970er und 1980er Jahren die weltanschauliche Organisation mit dem schlechtesten Leumund. Auch Mitte der 1990er Jahre zeigte eine Umfrage unter US-amerikanischen Journalisten, dass diese Scientology generell misstrauten.
Neben christlichen Kirchen und staatlichen Akteuren treten private Netzwerke von Kritikern neuer religiöser Bewegungen in den Vordergrund des öffentlichen Diskurses; diese Gruppen haben aus der Sicht des Religionswissenschaftlers Hubert Seiwert in den 1990er Jahren Scientology erfolgreich als Inbegriff der bedrohlichen Gefahr, die von allen Sekten ausgehe, inszeniert. Mannigfaltig sind die Kritikpunkte an Scientology, die von Totalitarismusvorwürfen bis zur Dubiosität scientologischer medizinischer Praktiken reichen.

### Religionscharakter
Die Frage, ob Scientology der Status einer Religion zuzuerkennen ist, ist umstritten. Sie hängt einerseits von dem zugrunde liegenden Religionsbegriff ab, andererseits aber auch davon, ob die Merkmale, durch die Scientology Kriterien einer Religionsdefinition erfüllt, als für Scientology wesentliche oder aber nur vorgetäuschte Eigenschaften beurteilt werden.
Die Mehrheit der Religions- und Sozialwissenschaftler, die sich mit dem Thema befasst haben, bejaht die Einstufbarkeit als Religion, was sich in entsprechenden wissenschaftlichen Gutachten zur Verteidigung der Scientology-Kirche in rechtlichen und politischen Prozessen niedergeschlagen hat. Christliche Theologen wie Friedrich Wilhelm Haack und Religionswissenschaftler wie Irving Hexham heben hervor, dass diese Einstufung noch nicht die Frage beantwortet, ob Scientology als eine „gute“ oder „schlechte“ Religion zu beurteilen ist.
Der kanadische Religionssoziologe Stephen A. Kent räumt ein, dass viele Sozialwissenschaftler zu dem Schluss kommen, Scientology sei eine Religion. Eine zielführendere Einschätzung sei es jedoch, Scientology als eine „facettenreiche transnationale Organisation“ anzusehen, in der Religion nur eine Komponente neben „politischen Bestrebungen, wirtschaftlichen Unternehmungen, kulturellen Produktionen, pseudomedizinischen Praktiken und pseudopsychiatrischen Ansprüchen“ ausmacht. Sektenberater sehen Scientology nicht als religiöse Weltanschauung, sondern als „Geistesmagie“ oder sprechen von einer „Psychogruppe mit weltanschaulichem Hintergrund“. Dem evangelischen Theologen und Publizisten Werner Thiede zufolge lässt sich bei der Frage, ob Scientology eine Religion ist, seit Jahrzehnten Widersprüchliches beobachten: Während das Urteil „der akademisch mit dem Phänomen der ,Religion der Religionen‘, wie ihr geistiger Vater L. Ron Hubbard sie einmal genannt hat, Befassten günstig auszufallen pflegt, sehen die eher praktisch-empirisch sich mit ihr Auseinandersetzenden in ihr eine allenfalls religiös getarnte, ihrem Wesen nach aber mehr oder weniger säkulare Größe.“
Bei staatlichen und juristischen Beurteilungen ist die Frage des Religionscharakters vor allem mit der Frage der Schutz- und Förderwürdigkeit als Religion sowie mit der Frage der rechtlichen Behandlung der Mitglieder verbunden. Obwohl es in vielen Staaten keine offiziellen Anerkennungsprozedere für Religionen gibt, kann man doch aus den Handlungen vieler westeuropäischer Staaten schließen, dass sie Scientology nicht als Religion auffassen; eine Enquête für die französische Nationalversammlung kategorisierte Scientology beispielsweise als „Sekte“ bzw. „Kult“ (secte).
Das deutsche Bundesverwaltungsgericht hat 2005 entschieden, dass Einzelpersonen Scientology durchaus als Religion im Sinne des Grundgesetzes betreiben können. Dessen ungeachtet können sich in Deutschland erb- und arbeitsrechtliche Folgen an die Zugehörigkeit zu Scientology anknüpfen. In Deutschland galt die Frage nach der Zugehörigkeit zu Scientology in Vorstellungsgesprächen als zulässig, es bestand die Pflicht zur wahrheitsgemäßen Beantwortung. Nach Inkrafttreten des Allgemeinen Gleichbehandlungsgesetzes im August 2006 besteht jedoch eine Rechtsunsicherheit, die durch die Rechtsprechung noch nicht abschließend geklärt wurde.
Russland hat der Church of Scientology den Status einer religiösen Gemeinschaft versagt; diese Entscheidung wurde im Fall der Niederlassung in Moskau allerdings vom Europäischen Gerichtshof für Menschenrechte für rechtswidrig befunden. Demgegenüber haben die Vereinigten Staaten Scientology nach jahrelangen Rechtsstreiten 1993 den Status einer steuerbefreiten Religionsgemeinschaft zuerkannt. In Australien wurde der Religionscharakter von Scientology 1983 vom High Court of Australia ausdrücklich bestätigt. Weitere Länder, in denen Scientology als Religion anerkannt ist, sind Italien, Spanien, Portugal, Schweden, Slowenien, Kroatien, Ungarn Neuseeland, Taiwan und Großbritannien.

#### Alleingültigkeitsanspruch
Obwohl Scientology sich bisweilen als überkonfessionell bezeichnet und dies besonders bei der Rekrutierung neuer Mitglieder herausstreicht, vertritt sie letztendlich doch einen Alleingültigkeitsanspruch. Da Scientology im Widerspruch zu zentralen Glaubensinhalten insbesondere der etablierten christlichen Kirchen steht, ist auch aus deren Sicht eine Doppelmitgliedschaft nicht möglich.

#### Gewinnstreben
Der Produktcharakter der Scientology ist ökonomisch ausgeformt. Die Gewinnorientierung wird von Kritikern häufig als Vorwurf vorgebracht. Diese Profitorientierung stehe dem „abendländischen Religionsverständnis“ entgegen. Die deutsche Bundesregierung schloss sich 1998 der Auffassung des Bundesarbeitsgerichtes von 1995 an, dass Scientology weder Religions- noch Weltanschauungsgemeinschaft ist. Ziel der Organisation ist demnach die Gewinnerzielung, was mit dem Status einer Religions- oder Weltanschauungsgemeinschaft unvereinbar sei. Hubbard, so Stephen A. Kent 1999, habe Scientology nur den Deckmantel einer „Religion“ umgehängt, um Steuern zu sparen und auf potenzielle Mitglieder attraktiver zu wirken. Kent vermutet, dass viele Mitglieder ihr Engagement als religiös betrachten.
In der deutschen Rechtsprechung befand der Verwaltungsgerichtshof Mannheim 2003 unter Bezugnahme auf wissenschaftliche Erkenntnisse, es hätten sich „keine greifbaren Anhaltspunkte dafür ergeben, dass die Ideologie des Scientology-Gründers L. Ron Hubbard als bloßer Vorwand für eine Wirtschaftstätigkeit benutzt wird“. Renate-Maria Besier und Johannes Neumann (2004) konstatieren „immer häufiger Konflikte zwischen der politischen Willensbildung und der Judikativen“.
Die Produkte und Dienstleistungen der Scientology werden häufig als überteuert bemängelt, wenn auch die meisten Scientologen ihnen diesen Wert beimessen. Ein E-Meter kostete 1998 bei der Church of Scientology etwa 4.000 US-Dollar. Einführungs- und Demonstrationsauditing kostete 1990 umgerechnet ca. 200 Euro für 12½ Stunden, auf einer höheren Stufe können es 3.500 Euro oder mehr sein. Der Weg zur „völligen Freiheit“, also bis hin zur höchsten OT-Stufe, kostet den Scientologen laut dem Religionspsychologen Benjamin Beit-Hallahmi (2003), der eine Pressequelle von 1998 zitiert, 376.000 $ (inflationsbereinigt 635.000€).

#### Artifizialität
Der Biologe, Vertreter des „Neuen Atheismus“ und der Brights-Bewegung Richard Dawkins zählt Scientology zu den Religionen. Scientology sei eine von wenigen Religionen, die willentlich als solche konzipiert worden seien.

### Stellung zu den Gesundheitsberufen

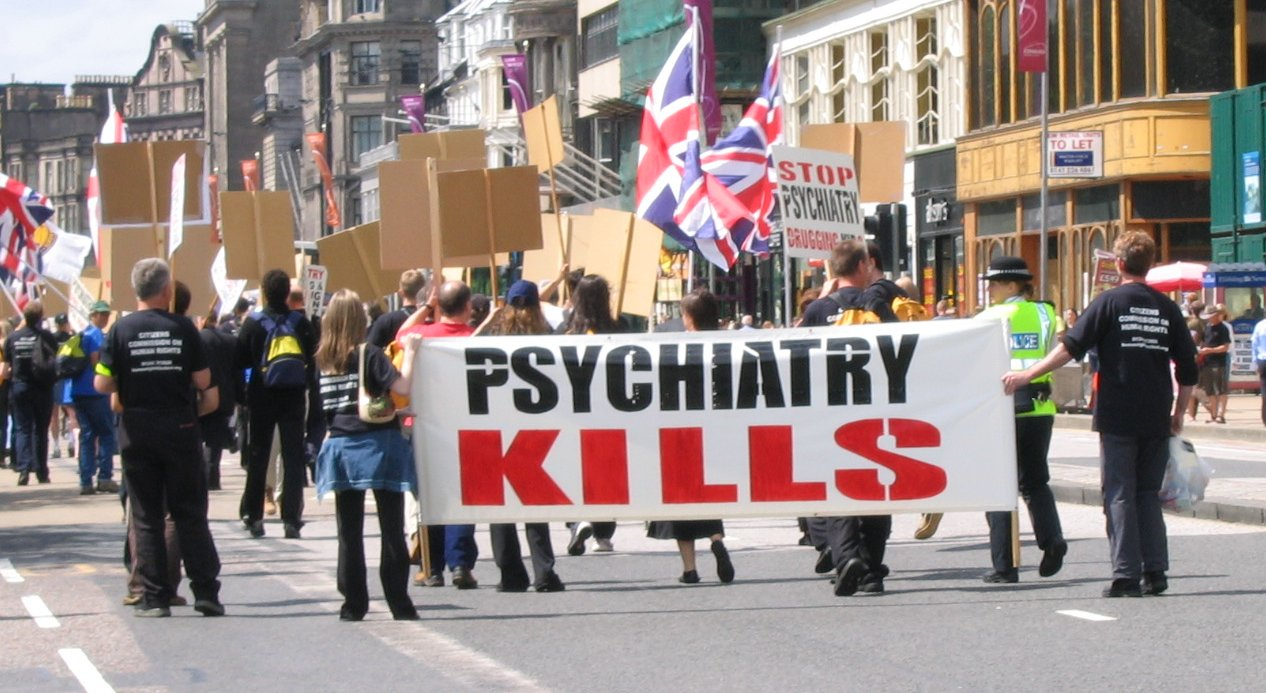
Scientology-Demonstration gegen Psychiatrie

Scientology ist ausgewiesener Gegner der Psychiatrie und unterstützt nach Auffassung ihrer Kritiker Gesundheitspraktiken, die nicht dem Stand der medizinischen Forschung entsprechen, so zum Beispiel die „stille Geburt“, bei der der Geburtsvorgang unter größtmöglicher Stille erfolgt. Dies wird (hier nach einer Quelle von 1976) insbesondere von Vereinigungen der Gesundheitsberufe kritisch gesehen.
Scientology lehnt laut George D. Chryssides den Gebrauch von Psychopharmaka strikt ab. Zum Beispiel startete die Vereinigung in den 1980er Jahren eine Kampagne gegen die Verschreibung von Ritalin bei Kindern mit Aufmerksamkeitsdefizit-/Hyperaktivitätsstörung (ADHS).
Der wohl bekannteste Fall mutmaßlichen scientologischen Fehlverhaltens auf dem Gebiet der Medizin ist der Tod der amerikanischen Scientologin Lisa McPherson, die von Organisationsmitgliedern nach einem Verkehrsunfall nicht genügend medizinisch versorgt worden sein soll. Juristische Verfahren endeten mit einem vertraulichen Vergleich.

### Prominente Scientologen

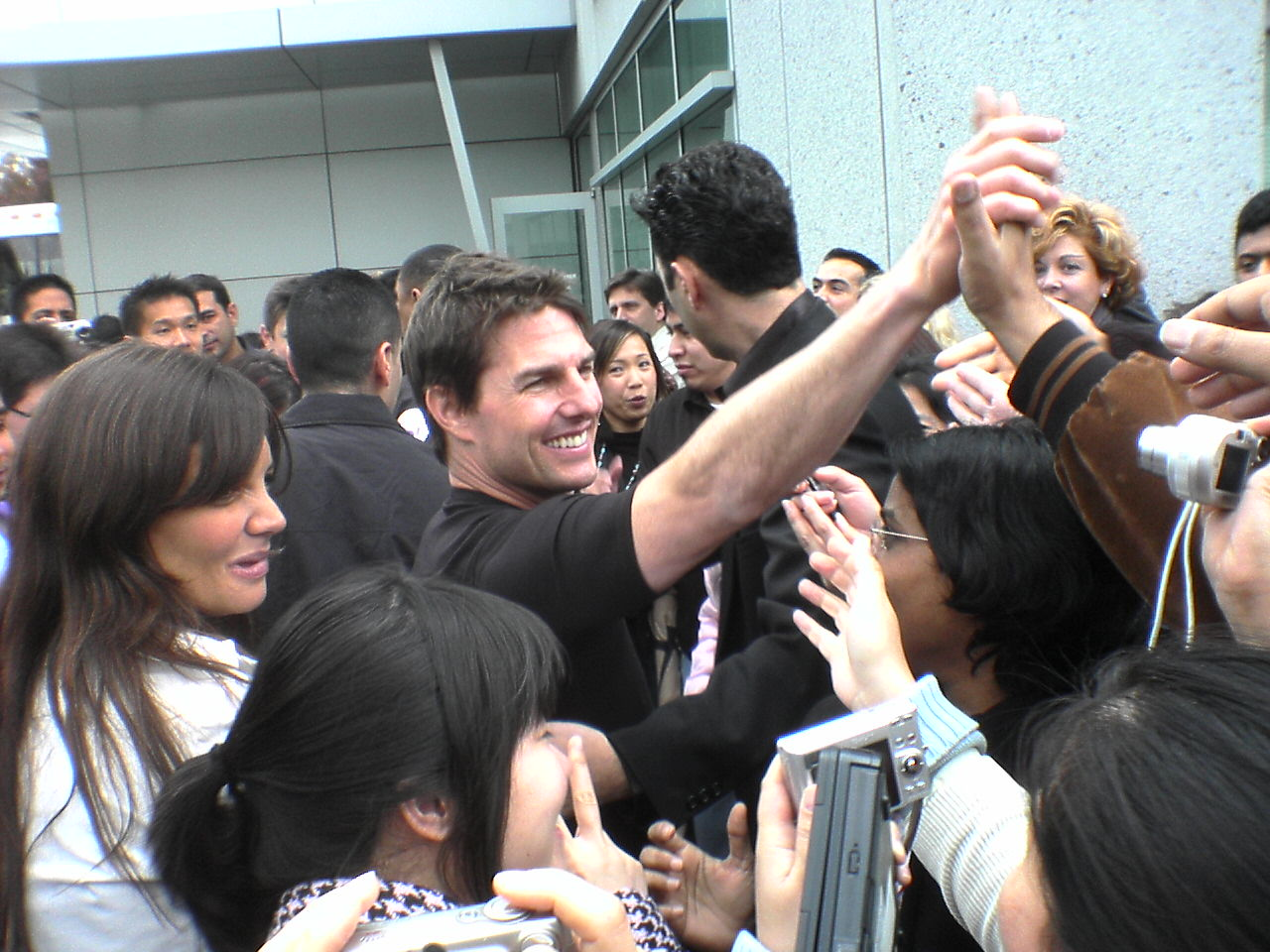
Hollywood-Schauspieler Tom Cruise (Bildmitte) und Katie Holmes (links) werden insbesondere im deutschsprachigen Raum als Repräsentanten Scientologys wahrgenommen.

Die Organisation rekrutiert insbesondere Schauspieler, Musiker und andere Personen des öffentlichen Lebens in den USA (z. B. tritt der vom Scientology-Chef David Miscavige Anfang 2007 zum Scientology-Messias erklärte Tom Cruise, als Repräsentant von Scientology auf). Eine Reihe weiterer Personen des öffentlichen Lebens, zum Beispiel John Travolta, Juliette Lewis, Nancy Cartwright und Kirstie Alley, verrichten ähnliche Dienste für Scientology. Im deutschsprachigen Raum ist Franz Rampelmanns Scientology-Mitgliedschaft bekannt.
Scientology betreibt Celebrity Center, die sich speziell um Künstler und Personen kümmern, die in der Öffentlichkeit stehen. Hubbard war der Ansicht, dass Künstler die Art von Menschen sind, die die zukünftige Welt maßgeblich beeinflussten. Ursula Caberta (1997) sieht hierin ein „Rezept, mit berühmten Namen Reklame zu machen“, das totalitären Systemen entlehnt sei.

### Scientology-Aussteiger
Nach 35-jähriger Mitgliedschaft verließ Regisseur Paul Haggis 2009 Scientology und begründete dies vor allem damit, dass Scientology sich im Zusammenhang mit der kalifornischen Proposition 8, die gleichgeschlechtliche Ehen für verfassungswidrig erklärte, ungenügend für Homosexuellenrechte eingesetzt habe.
Andere Aussteiger sind beispielsweise die Amerikaner Gerald Armstrong, Lawrence Wollersheim, Jenna Miscavige Hill, Mike Rinder, Amy Scobee und Leah Remini. Im deutschsprachigen Raum ist der Österreicher Wilfried Handl ein bekannter Aussteiger und aktiver Kritiker von Scientology.

### Manipulationsvorwürfe

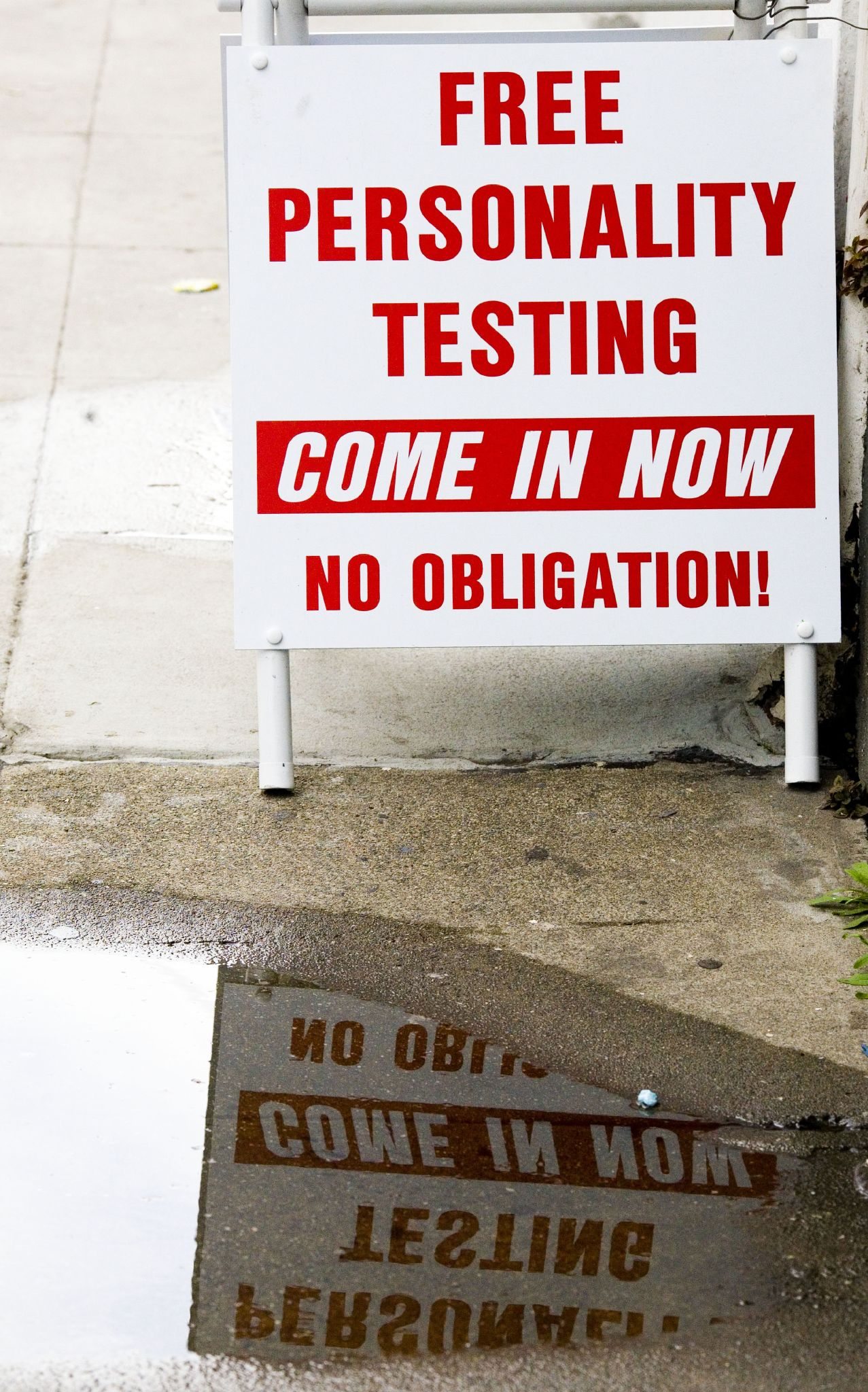
Werbeplakat für die Oxford-Persönlichkeits-Analyse

Von Kritikern werden Scientologys Praktiken als Manipulationstechniken betrachtet. Rekrutierungsbestrebungen von Scientology, so ein Vorwurf, konzentrieren sich zum Teil ganz bewusst auf Menschen, die sich in ihrem Leben in einer Krisensituation befinden und deswegen besonders anfällig für Rekrutierungsbemühungen sind.
Zentral im kritischen Scientology-Diskurs sind sogenannte Gehirnwäsche-Theorien. Dabei wird eine psychologische Theorie über die Verhaltensänderung bei Gefangenen totalitärer Regime herangezogen, um den vermeintlichen Verlust der individuellen Autonomie bei Mitgliedern von Scientology (und anderen „neuen religiösen Bewegungen“) zu erklären. Obwohl die Enquete-Kommission des Deutschen Bundestages zu „Sogenannte Sekten und Psychogruppen“ dieses Konzept ausdrücklich ablehnt, zieht sie es dennoch zur Erklärung heran.
Seltener wird Scientology wegen des Gebrauchs von Hypnosetechniken kritisiert. Während Hubbard in Dianetik Hypnose ablehnt, sprach der Report für die australische Regierung im Jahr 1965 davon, dass beim Auditing hypnotisierende Techniken eingesetzt werden.
Der OCA-Test sei zwar kostenfrei, jedoch pseudowissenschaftlich und diene lediglich der Mitgliederwerbung. Er biete keine eigentliche „Analyse“, sondern ende stets mit dem Ergebnis, dass der Getestete ein Verbesserungspotenzial besitze.
Unter anderem aufgrund einiger vorgenannter Praktiken wurde die Scientology-Kirche in Paris am 27. Oktober 2009 durch ein Strafgericht des bandenmäßigen organisierten Betrugs für schuldig befunden und zu einer Geldstrafe von 600.000 Euro verurteilt; vier Führungsmitglieder der Organisation wurden zu bedingten Freiheitsstrafen von bis zu zwei Jahren verurteilt. Das Gericht blieb unter den Anträgen der Anklage und lehnte auch ein Verbot von Scientology ab. Ehemalige Mitglieder hatten Scientology die Ausnutzung ihrer auf einer Lebenskrise gründenden damaligen seelischen Notlage vorgeworfen. Dadurch leicht beeinflussbar und leichtgläubig, seien sie zu hohen Ausgaben für Kurse, Bücher und Medikamente genötigt worden. Die Scientology-Kirche bezeichnete das Urteil als „moderne Inquisition“ und kündigte an, Berufung einzulegen.

### Vorwürfe antidemokratischer Tendenzen
Der Vorwurf, Scientology sei eine totalitäre Ideologie mit antidemokratischer Stoßrichtung, wird von zahlreichen Kritikern der Scientology im deutschsprachigen Raum geteilt, darunter zum Beispiel das Schweizer Justizdepartement. Dabei rückt unter anderem die Rehabilitation Project Force ins Zentrum der Kritik. Günther Beckstein sieht in den Lagern des Projekts „KZ-ähnliche Zustände“; eine von der Stadt Hamburg herausgegebene Broschüre vergleicht sie mit „Gulags“. Es würden, so Stephen A. Kent, dort „fast mit Sicherheit die Artikel 9 und 10 der Erklärung der Menschenrechte“ verletzt. Kent kritisiert insbesondere auch, dass Scientologen, die die Rehabilitation Project Force verlassen wollen, oft mit Schulden im fünfstelligen Dollarbereich (freeloader debt) belastet werden, also einer nachträglichen Bezahlung aller Kurse, die sie als Mitglieder der Sea Org umsonst in Anspruch nehmen durften, und – zumindest in früheren Zeiten – vor ihrer Entlassung zur Unterzeichnung selbstinkriminierender Erklärungen genötigt wurden.
Etwas vorsichtiger sprechen die Politiker Freimut Duve und Daniel Cohn-Bendit sowie die Soziologin Antonia Grunenberg von „lagerähnlichen Einrichtungen“ und „totalitären Strukturen“. Auch ohne auf die Rehabilitation Project Force zurückzugreifen, attestierte der Politologe Hans-Gerd Jaschke 1995 in einer Auftragsarbeit für das nordrhein-westfälische Innenministerium Scientology „totalitäre Grundzüge“ – ein Vorwurf, dem sich 1998 auch das deutsche Bundesministerium für Familie, Senioren, Frauen und Jugend anschloss. Eine der wenigen wissenschaftlichen Arbeiten zur Stellung der Scientology zur Demokratie kommt ebenfalls zu dem Schluss, es handele sich um eine extremistische Ideologie. Nach überwiegender Meinung in der deutschen Rechtswissenschaft verfolgt Scientology vermutlich grundgesetzwidrige Ziele.
Folgerichtig wird die Scientology-Kirche in Deutschland seit 1997 vom Bundesamt für Verfassungsschutz und von einigen Landesämtern für Verfassungsschutz wegen Verdachts auf „Bestrebungen gegen die freiheitliche demokratische Grundordnung“ beobachtet. Im Saarland wurde eine Beobachtung mit nachrichtendienstlichen Mitteln 2003 aus Gründen der Verhältnismäßigkeit jedoch in letzter Instanz gerichtlich untersagt.
Zwar ist der Vorwurf der Demokratiefeindlichkeit im deutschsprachigen Raum besonders verbreitet, doch hat auch Griechenland Scientology 1993 zum „Staatsfeind“ erklärt.

### Vorwürfe heimlicher Machtbestrebungen
Die Strategie der Scientology, gesellschaftlichen Einfluss zu gewinnen – so ein weiterer Vorwurf – mache ausgiebigen Gebrauch von oft kurzlebigen Tarnorganisationen und der gezielten Unterwanderung bestehender Organisationen. Der Religionssoziologe Roy Wallis verglich die Arbeitsweise von Scientology in dieser Hinsicht mit der kommunistischer Parteien. Diese heimliche Vorgehensweise, so Benjamin Beit-Hallahmi, sei ein Zeichen dafür, dass die Organisation etwas zu verbergen habe.
Ein 1960 von Hubbard erstellter Plan hätte beispielsweise die Infiltrierung der amerikanischen Steuer- und Justizbehörden sowie der Medien zum Ziel gehabt; die Infiltrierung der Steuerbehörden gelang den Scientologen in den 1970er Jahren vorübergehend. Andere Organisationen, die ins Visier genommen wurden, seien die Weltbank und der Internationale Währungsfonds. Zu den zahlreichen Tarnorganisationen zählt Beit-Hallahmi u. a. Narconon, ABLE, Applied Scholastics International, Scientologys „World Literacy Crusade“ und die Foundation for Advancements in Science and Education (FASE), die von Großunternehmen wie IBM und McDonald’s unterstützt werde. Der politische Einfluss dieser Tarnorganisationen beschränke sich hauptsächlich auf die Vereinigten Staaten, doch einige der betreffenden Organisationen spiegeln nach Ansicht von Stephen A. Kent „eine totalitäre Ideologie mit dem Ziel weltweiter Dominanz“ wider.
Scientology startete weltweit gezielte Kampagnen wie „Clear Europe“ und „Clear Germany“ (1994), um durch die Besetzung von Schlüsselpositionen mit Scientologen Einfluss auf Wirtschaftsverbände und Politik zu gewinnen. Der damalige Sprecher der deutschen Scientologen sagte 1995: „Derartige Vorwürfe sind billige Propaganda, um Hysterie zu erzeugen.“

### Positive Außenansichten
Positive Außenansichten über Scientology sind selten. Eine Ausnahme bildet eine Studie aus dem Jahr 2003 zur Entwicklung der Scientology im ukrainischen Charkiw, wonach der dortige Scientology-Ableger teilnehmenden Personen vermutlich geholfen hat, sich besser im postkommunistischen Alltag zurechtzufinden. Einerseits sei Scientology als „kultartige Organisation“ gerade in einer Transformationskrise für Menschen attraktiv, denen das weggefallene totalitäre System der Sowjetunion einen Halt geboten hatte; andererseits finde die Organisation auch nur dort positive Resonanz, wo sie religiöse Aspekte ihrer eigenen Ausrichtung vor den Menschen verberge.

### Vorwurf der Diskriminierung in Deutschland
Vertreter von Scientology haben wiederholt den Vorwurf erhoben, die Organisation beziehungsweise Mitglieder derselben seien in Deutschland Opfer von Diskriminierung. Ähnliche Vorwürfe wurden teilweise auch von offiziellen Stellen in den USA erhoben. In den jährlichen Menschenrechtsberichten des US-Außenministeriums wurde wiederholt auf die Lage von Scientology beziehungsweise Mitgliedern der Organisation in Deutschland eingegangen. Hervorgehoben werden Praktiken wie ein sogenannter „Scientology-Filter“ bei Bewerbungen, der gezielt die Einstellung von Scientology-Mitgliedern verhindern soll, faktische Berufsverbote gegen Scientologen, die Sammlung und der Austausch von Informationen über Scientologen durch staatliche Stellen und anderes mehr.
1997 wurde ein Asylantrag eines deutschen Scientology-Mitglieds, das nach eigenen Angaben in Deutschland aufgrund seiner Religion diskriminiert wurde, in den USA von einem dortigen Gericht positiv beschieden.

## Filmographie
- Leah Remini: Ein Leben nach Scientology (2016–2019, Dokumentation, 37 Folgen)

### Primärliteratur (Auswahl)
- L. Ron Hubbard: Dianetics: The Modern Science of Mental Health. Hermitage House, New York 1950.
- L. Ron Hubbard (Hrsg.): The Organization Executive Course. An Encyclopedia of Scientology Policy. The American Saint Hill Organization, Los Angeles 1974.

### Sekundärliteratur
- Stefan Braun: Scientology – Eine extremistische Religion. Vergleich der Auseinandersetzung mit einer umstrittenen Organisation in Deutschland und den USA (= Extremismus und Demokratie. Bd. 10). Nomos, Baden-Baden 2004, ISBN 3-8329-0764-5.
- Arnd Diringer: Scientology – Verbotsmöglichkeit einer verfassungsfeindlichen Bekenntnisgemeinschaft. Peter Lang, Frankfurt a/M 2003, ISBN 3-631-39806-9.
- Rüdiger Gollnick: Studien zur Ethik und Pädagogik der Scientology. Academia Verlag, Sankt Augustin 1998, ISBN 3-89665-066-1.
- Friedrich Wilhelm Haack: Scientology – Magie des 20. Jahrhunderts. Claudius, München 1991, ISBN 3-532-62003-0.
- Linus Hauser: Scientology. Geburt eines Imperiums. Ferdinand Schöningh, Paderborn 2010, ISBN 978-3-506-77010-3.
- Andreas Klump: Neuer politischer Extremismus? Eine politikwissenschaftliche Fallstudie am Beispiel der Scientology-Organisation. Nomos, Baden-Baden 2003, ISBN 3-8329-0215-5.
- Thomas Kruchem: Staatsfeind Scientology? Koehler & Amelang, München 1999, ISBN 3-7338-0223-3.
- James R. Lewis (Hrsg.): Scientology. Oxford University Press, Oxford/New York 2009, ISBN 978-0-19-533149-3 (englisch).
- J. Gordon Melton: The Church of Scientology. Signature Books, Salt Lake City 2000, ISBN 1-56085-139-2 (englisch).
- Russell Miller: Bare-Faced Messiah – The True Story of L. Ron Hubbard. Silvertail Books, London 2014, ISBN 978-1-909269-14-9.
- Frank Nordhausen, Liane von Billerbeck: Scientology. Wie der Sektenkonzern die Welt erobern will., Ch. Links Verlag, 2008, ISBN 978-3-86153-470-9, Auszug auf Google Books.
- Werner Thiede: Scientology – Religion oder Geistesmagie? Friedrich-Bahn-Verlag, Neukirchen-Vluyn 1995, ISBN 3-7615-9103-9.
- Hugh B. Urban: The Church of Scientology: A History of a New Religion. Princeton University Press, Princeton NJ 2011, ISBN 978-0-691-14608-9.
- Roy Wallis: The Road to Total Freedom: A Sociological Analysis of Scientology. Heinemann, London, England 1976, ISBN 0-435-82916-5 (englisch).
- Raik Werner: Scientology im Spiegel des Rechts. Strukturen einer subkulturellen Ordnung zwischen Konformität und Konflikt mit den staatlichen Normen (= Neue Kriminologische Studien. Band 24). Wilhelm-Fink-Verlag, München 2002, ISBN 3-7705-3781-5 (Digi-Sat).
- Gerald Willms: Scientology: Kulturbeobachtungen jenseits der Devianz. transcript verlag, Bielefeld 2005, ISBN 3-89942-330-5 (transcript-verlag.de [PDF] Auszug).
- Lawrence Wright: Im Gefängnis des Glaubens: Scientology, Hollywood und die Innenansicht einer modernen Kirche. DVA, München 2013, ISBN 978-3-421-04535-5. (Grundlage für den Dokumentarfilm Scientology: Ein Glaubensgefängnis unter der Regie von Alex Gibney aus dem Jahr 2015).